# Acanthala plaumanni
Acanthala plaumanni is een vliesvleugelig insect uit de familie van de Eulophidae. De wetenschappelijke naam is voor het eerst geldig gepubliceerd in 2000 door Christer Hansson.